# Якоб Людвіґ
Якоб Людвіґ (Ludwig Heinrich von Jacob) (1759-1827) — професор, згодом ректор німецького університету в Галле, також професор філософії й політичної економії в Харківському університеті (1806—1816).
Написав популярну в Російській Імперії працю «Grundsätze der Polizeigesetzgebung und der Polizeianstalten» (1809), в якій виступав проти кріпацтва. Подібні думки відстоював також у другій праці «Über die Arbeit leibeigener und freien Bauern in Beziehung auf den Nutzen des Landeigentumer vorzuglich in Russland» (1814), пропагуючи думки класичної школи А. Сміта та німецького філософа Е. Канта.